# آدریانو گابیرو
آدریانو گابریو (به پرتغالی: Carlos Adriano de Souza Vieira) هافبک اهل برزیل است که در شهر ماسیو و در تاریخ ۱۱ اوت ۱۹۷۷ به دنیا آمده‌است.
آدریانو گابریو در تیم‌های فوتبال باشگاه فوتبال سنترو اسپورتیوو آلاگوانو سابقهٔ حضور دارد.